# Rodovia Régis Bittencourt

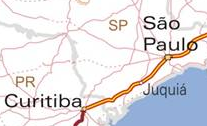
Rodovia Régis Bittencourt

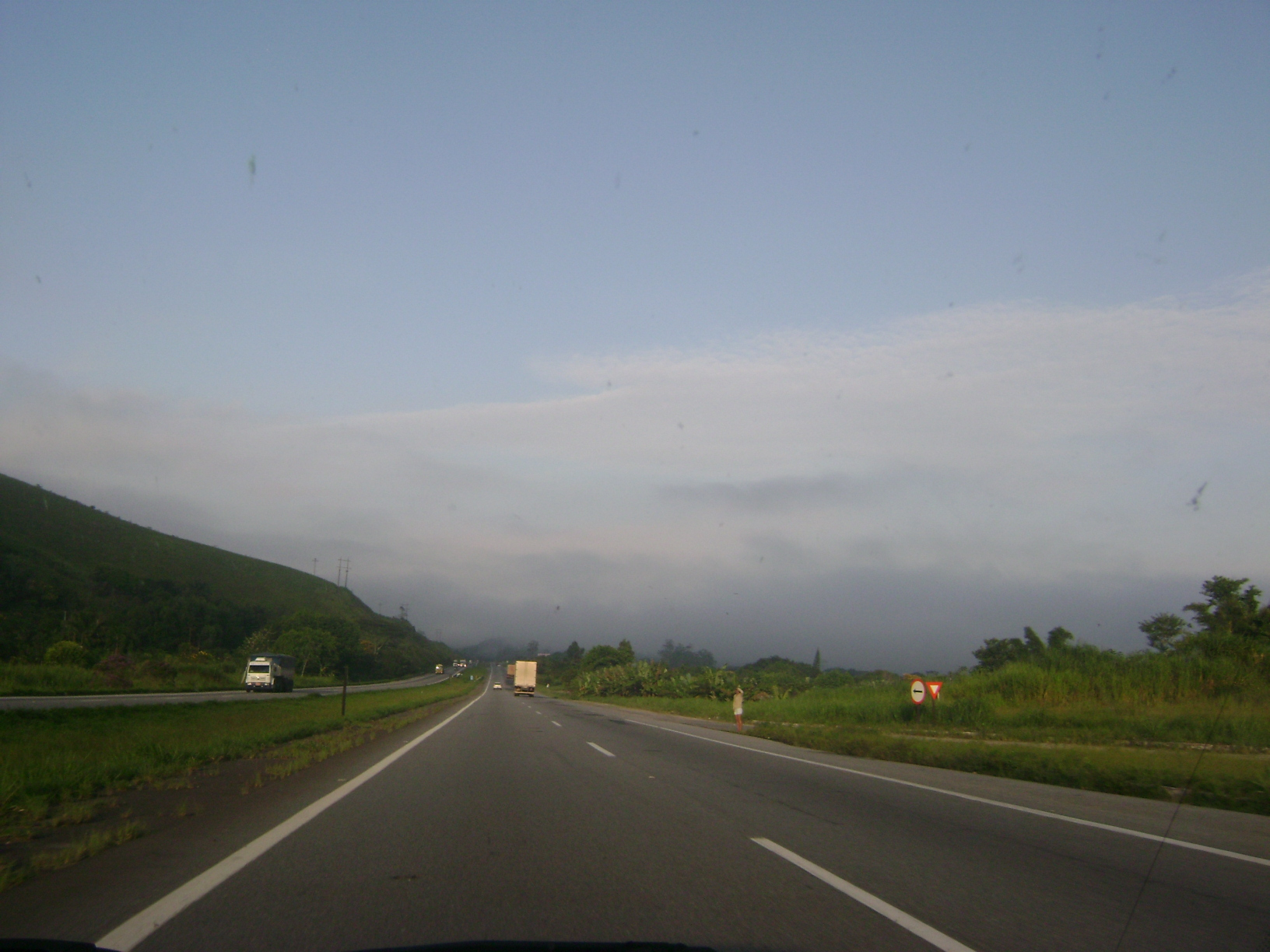
Rodovia Régis Bittencourt

La  Rodovia Régis Bittencourt  ou Via Régis Bittencourt  est une autoroute de l'État de São Paulo au Brésil codifiée SP-230.